# 하재훈 (야구 선수)
하재훈(河載勲, 1990년 10월 29일 ~ )은 KBO 리그 SSG 랜더스의 외야수이다.

## 미국 프로야구 시절
2008년 고등학교 3학년 때 시카고 컵스와 계약을 맺고 미국에 진출했다.
2010년에 포수 전향을 시도했으나 다시 외야수로 전향했다.

## 일본 독립야구 시절
2016년에 도쿠시마 인디고 삭스에 입단하였다.

## 일본 프로야구 시절
2016년에 도쿄 야쿠르트 스왈로스에 입단하였다. 그에 앞서 김기태가 1997년 말 도쿄 야쿠르트 스왈로스에 입단 여부를 타진했으나 좌타자가 필요없다는 도쿄 야쿠르트 스왈로스 측의 의견으로 인해 무산됐다.

## 일본 독립야구 복귀
2017년에 도쿠시마 인디고 삭스에 복귀하였다.

## 한국 프로야구 시절

### SK 와이번스&SSG 랜더스시절
2019년에 입단하였다. 2019년 시즌에 36세이브를 달성하며 세이브왕을 달성했다. 그러나 2020년 시즌에는 블론 세이브를 6개나 기록하고 6월 22일에 1군에서 말소됐다. 부상으로 인해 2021년 시즌 후 외야수로 전향했다.

## 호주 프로야구 시절
2022년에 질롱 코리아에 입단하였다.

## 주요 기록

### NPB
- 첫 출장 ： 2016년 6월 8일, 대 도호쿠 라쿠텐 골든이글스 2회전(라쿠텐 Kobo 스타디움 미야기), 8번 중견수 선발 출장
- 첫 안타 ： 2016년 6월 9일, 대 도호쿠 라쿠텐 골든이글스 3회전(라쿠텐 Kobo 스타디움 미야기), 3회말 미마 마나부 상대 안타
- 첫 타점 ： 2016년 6월 10일, 대 지바 롯데 마린스 1회전(QVC 마린필드), 2회초 와쿠이 히데아키 상대 적시 2타점 2루타

## 등번호
- '2' (2016년, 도쿠시마 인디고 삭스)
- '00' (2016년, 도쿄 야쿠르트 스왈로스)
- '13' (2019년 ~ 현재, SK 와이번스 & SSG 랜더스 / 2022년 ~ 2023년, 질롱 코리아)

## 출신 학교
- 경남 양덕초등학교
- 마산동중학교
- 마산용마고등학교

## 통산 기록
- 투수 기록

| 연도 | 팀명  | 평균자책점 | 경기 | 완투 | 완봉 | 승 | 패 | 세 | 홀 | 승률  | 타자 | 이닝 | 피안타 | 피홈런 | 볼넷 | 사구 | 탈삼진 | 실점 | 자책점 |
| ---- | ----- | ---------- | ---- | ---- | ---- | -- | -- | -- | -- | ----- | ---- | ---- | ------ | ------ | ---- | ---- | ------ | ---- | ------ |
| 2019 | SK    | 1.98       | 61   | 0    | 0    | 5  | 3  | 36 | 3  | 0.625 | 245  | 59   | 47     | 1      | 26   | 1    | 64     | 13   | 13     |
| 2020 | SK    | 7.62       | 15   | 0    | 0    | 1  | 1  | 4  | 0  | 0.500 | 66   | 13   | 19     | 2      | 8    | 0    | 10     | 13   | 11     |
| 통산 | 2시즌 | 3.00       | 76   | 0    | 0    | 6  | 4  | 40 | 3  | 0.600 | 311  | 72   | 66     | 3      | 34   | 1    | 74     | 26   | 24     |

- 타자 기록

| 연도 | 팀명  | 타율  | 경기 | 타수 | 득점 | 안타 | 2루타 | 3루타 | 홈런 | 루타 | 타점 | 도루 | 도실 | 볼넷 | 사구 | 삼진 | 병살 | 실책 |
| ---- | ----- | ----- | ---- | ---- | ---- | ---- | ----- | ----- | ---- | ---- | ---- | ---- | ---- | ---- | ---- | ---- | ---- | ---- |
| 2020 | SK    | -     | 1    | 0    | 0    | 0    | 0     | 0     | 0    | 0    | 0    | 0    | 0    | 0    | 0    | 0    | 0    | 0    |
| 2021 | SSG   | -     | 2    | 0    | 0    | 0    | 0     | 0     | 0    | 0    | 0    | 0    | 0    | 0    | 0    | 0    | 0    | 0    |
| 2022 | SSG   | 0.215 | 60   | 107  | 18   | 23   | 6     | 1     | 6    | 49   | 13   | 1    | 0    | 4    | 1    | 40   | 0    | 1    |
| 2023 | SSG   | 0.303 | 77   | 201  | 35   | 61   | 10    | 1     | 7    | 94   | 35   | 11   | 0    | 19   | 5    | 53   | 0    | 2    |
| 2024 | SSG   | 0.248 | 107  | 290  | 40   | 72   | 19    | 0     | 10   | 121  | 36   | 15   | 2    | 18   | 2    | 90   | 5    | 7    |
| 통산 | 5시즌 | 0.261 | 247  | 598  | 93   | 156  | 35    | 2     | 23   | 264  | 84   | 27   | 2    | 41   | 8    | 183  | 5    | 10   |